# Гридіно (Кімрський район)
Гридіно (рос. Гридино) — присілок в Кімрському районі Тверської області Російської Федерації.
Населення становить 10 осіб. Входить до складу муніципального утворення Красновське сільське поселення.

## Історія
Від 2005 року входить до складу муніципального утворення Красновське сільське поселення.

## Населення
| 2010 |
| ---- |
| 10   |